# Václav John
Václav John (ur. 15 marca 1905 w Valteřicach, zm. 28 grudnia 1966 w Horní Branná) – czechosłowacki biegacz narciarski.
Brał udział w Zimowych Igrzyskach Olimpijskich 1924. W biegu na 18 kilometrów zajął 23. miejsce.